# 352 (tal)
352 är det naturliga talet som följer 351 och som följs av 353.

## Inom vetenskapen
- 352 Gisela, en asteroid.

## Inom matematiken
- 352 är ett jämnt tal
- 352 är ett sammansatt tal
- 352 är ett ymnigt tal